# Дискография группы «ДК»
Дискография советской рок-группы «ДК».

## Официальная дискография
Дискография группы фиксируется магнитоальбомами, поскольку группа существовала только в советское время (с 1980 по 1990 год). Всего официально вышло 40 магнитоальбомов, после распада группы выходили переиздания альбомов на CD и винилах.

### Оригинальные магнитоальбомы
Основная информация о дискографии в магнитоальбомах взята с официального сайта группы.
| Номер альбома | Название                                | Год издания | Годы записи      |
| ------------- | --------------------------------------- | ----------- | ---------------- |
| 1             | Шызгар                                  | 1982        | 1982             |
| 2             | Голые ноги                              | 1982        | 1982             |
| 3             | Увезу тебя я в Тундру                   | 1983        | 1983             |
| 4             | Их Нравы                                | 1983        | 1983             |
| 5             | Бога нет                                | 1984        | 1983             |
| 6             | Маленький принц                         | 1984        | 1983             |
| 7             | Кисилёв                                 | 1984        | 1983             |
| 8             | Анна Каренина лив                       | 1984        | 1984             |
| 9             | Второе апреля                           | 1984        | 1984             |
| 10            | Десятый молодёжный альбом               | 1984        | 1982 — 1983      |
| 11            | Оркестр Девушки Кати                    | 1984        | 1983 — 1984      |
| 12            | Прекрасный новый мир                    | 1984        | 1984             |
| 13            | Пар Культуры                            | 1984        | 1983             |
| 14            | Танцы-Шманцы-Брамсы                     | 1984        | 1984             |
| 15            | ДМБ-85                                  | 1985        | 1985             |
| 16            | Клизьма — продажная девка империализьма | 1985        | 1985             |
| 17            | Лирика                                  | 1985        | 1983, 1984       |
| 18            | Стриженая умная головка                 | 1985        | 1983             |
| 19            | Колорадские жуки                        | 1985        | 1985             |
| 20            | Снова любовь поселитца                  | 1985        | 1983 — 1984      |
| 21            | Это — жизнь                             | 1985        | 1983 — 1985      |
| 22            | Не без Чебурашки                        | 1985        | 1983 — 1985      |
| 23            | Чашка Чая                               | 1986        | 1985 — 1986      |
| 24            | Павидение в быту                        | 1986        | 1986             |
| 25            | Геенна Огненная                         | 1986        | 1986             |
| 26            | Птица счастья завтрашнего дня           | 1986        | 1983 — 1986      |
| 27            | Минное поле им. 8 марта                 | 1986        | 1985 — 1986      |
| 28            | Цвети и здравствуй молодость            | 1986        | 1986             |
| 29            | На фоне Лебедя-Кумача                   | 1987        | 1986             |
| 30            | Небо становится дальше                  | 1987        | 1987             |
| 31            | До основанья а затем                    | 1987        | 1987             |
| 32            | Март                                    | 1987        | 1987             |
| 33            | 1948                                    | 1987        | 1987             |
| 34            | Непреступная забывчивость               | 1988        | 1987             |
| 35            | Чёрная ленточка                         | 1988        | 1988             |
| 36            | Зеркало — души                          | 1988        | 1988             |
| 37            | Цветочный король                        | 1989        | 1983, 1985, 1989 |
| 38            | Оккупация                               | 1989        | 1985, 1989       |
| 39            | В гостях у ветерана                     | 1989        | 1983, 1987, 1989 |
| 40            | Пожар в мавзолее                        | 1990        | 1988 — 1989      |

### Студийные альбомы (CD)
Представляют собой переиздания советских магнитоальбомов в CD-варианте или компиляции-сборники из 2 CD, на которых содержатся программы двух разных альбомов.
| Год выпуска | Название                  | Год выпуска оригинального альбома | Комментарии к альбому/компиляции |
| ----------- | ------------------------- | --------------------------------- | --- |
| 1994        | Десятый молодёжный альбом | 1983                              | Напечатан в Австрии |
| 1995        | Лирика                    | 1982                              | В описаниях альбома в своё время была допущена ошибка, так как оригинальный магнитоальбом был записан в 1983 году, но выпущен только в 1985-м. Был издан в США          |
| 1995        | Непреступная забывчивость | 1988                              | Напечатан в Австрии |
| 1995        | Пожар в мавзолее          | 1990                              | Был издан в США |
| 1996        | Стриженая умная головка   | 1984                              | Напечатан в Австрии |
| 1996        | Геенно-огненное           | 1986                              | |
| 1997        | Чашка Чая                 | 1986                              | Был издан в Японии |
| 1998        | ДМБ-85                    | 1985                              | Напечатан в Швеции |
| 1998        | Чёрная ленточка           | 1987, 1988                        | Двойник-компиляция с программами двух разных альбомов: 1 CD — «До основанья а затем» (1987), 2 CD — «Чёрная ленточка» (1988). Напечатан в Швеции                        |
| 2001        | Голые Ноги                | 1983                              | Имеется описание «Без говна», так как имеется версия альбома «с говном», которая включена в двойник-компиляцию «Бога нет»                                               |
| 2001        | Бога нет                  | 1983, 1984                        | Двойник-компиляция с программами двух разных альбомов: 1 CD — «Голые ноги» (1983), 2 CD — «Бога нет» (1984)                                                             |
| 2001        | Маленький принц           | 1984                              | Программа оригинального магнитоальбома дополнена программой из магнитоальбома «Кисилёв» 1984 года                                                                       |
| 2001        | Снова любовь поселитца    | 1984                              | В основу диска вошла программа альбома «Второе впреля» |
| 2001        | Оркестр Девушки Кати      | 1984, 1987                        | В основу диска вошла программа магнитоальбомов «Прекрасный новый мир» (1984) и «Цвети и здравствуй молодость» (1986)                                                    |
| 2001        | Оккупация                 | 1985, 1989                        | Двойник-компиляция с программами двух разных альбомов: 1 CD — «Оккупация» (1985, 1989), 2 CD — «В гостях у ветерана» (1989)                                             |
| 2002        | Минное поле им. 8 марта   | 1985                              | |
| 2002        | Москва Колбасная          | 1984, 1986                        | Двойник-компиляция с программами двух разных альбомов: 1 CD — «Март» (1986), 2 CD — «Москва колбасная» (1984)                                                           |
| 2002        | Семья цветочных королей   | 1988, 1989                        | Двойник-компиляция с программами двух разных альбомов: 1 CD — «Цветочный король» (1989), 2 CD — «Зеркало — души» (1988)                                                 |
| 2002        | ОПЕRА МАГNUМ              | 1981—1984                         | Двойник-компиляция с программами трёх разных альбомов: «Увезу тебя я в Тундру» (1981—1983), «Шызгар» (1982), «Их нравы» (1983), «Пар культуры» (1983), «Кисилев» (1984) |

### Кассетные релизы (MC)
Переизданные альбомы на MC студией «Колокол» в 1996—1997 годах.
| Год выпуска | Название                | Год выхода оригинала |
| ----------- | ----------------------- | -------------------- |
| 1996        | Стриженая умная головка | 1985                 |
| 1997        | Бога нет                | 1984                 |
| 1997        | Второе апреля           | 1984                 |
| 1997        | ДМБ-85                  | 1985                 |
| 1997        | Чашка чая               | 1986                 |
| 1997        | В гостях у ветерана     | 1986                 |
| 1997        | До основанья а затем    | 1987                 |

## Антология «Legacy»
В 2006 году студией «SS Records» (входит в дистрибуцию Sintez) была предпринята попытка выпустить серию «полных» альбомов группы «ДК» с обновлёнными и отреставрированными версиями старых композиций группы (1981—1989 годов), куда вошло немало из неопубликованного ранее материала. Серию новых альбомов условно назвали «Legacy», в результате в 2006—2010 годах вышло 9 альбомов в диджипаках, каждый из которых имел собственную музыкальную и концептуальную программу. Таким образом, это издание представляет собой публикацию наследия группы «ДК» в формате «собрания сочинений», впрочем, отнюдь не полного.
| Год выпуска | Название                                                   | Программа альбома | Объём/содержание диджипака                                                                   |
| ----------- | ---------------------------------------------------------- | --- | -------------------------------------------------------------------------------------------- |
| 2006        | Mozart                                                     | 46 самых популярных песен группы (том первый) | 2 CD                                                                                         |
| 2006        | Странные игры запрещённой рок-группы (с орехами и вафлями) | Музыкальное «продолжение» предыдущего альбома — сборка более экспериментальных, но тоже, достаточно известных композиций группы (том второй)                              | 1 CD                                                                                         |
| 2006        | Национальный проект                                        | Сюита на тему советского быта, выдержки из радиоспектаклей и альбомов «ДК», записанных в годы перестройки (том третий)                                                    | 1 CD                                                                                         |
| 2008        | Тонкая эфирная субстанция                                  | Коллекция самой экспериментальной и наиболее интересной в музыкальном плане музыки (том четвёртый)                                                                        | 1 CD                                                                                         |
| 2008        | Это твоя Родина, сынок!                                    | Сборник популярных песен, не входящих в предыдущие выпуски (том пятый) | 1 CD                                                                                         |
| 2008        | Ты стояла у моря                                           | Музыкальный спектакль в жанре spoken word с «патриотическим» уклоном (том шестой)                                                                                         | 1 CD                                                                                         |
| 2008        | СТЕРЕО                                                     | Компиляция менее известных песен «ДК» 1982—1989 годов, не входящих в предыдущие выпуски (том седьмой)                                                                     | 1 CD                                                                                         |
| 2008        | Наши и ваши                                                | Компиляция наиболее «камерных» и нестандартных композиций группы (том восьмой)                                                                                            | 1 CD                                                                                         |
| 2010        | Поведение в быту                                           | Компиляция spoken word в одно высказывание композиций из альбомов «Геенно-огненное», «Минное поле им. 8 марта» и «1948», выполненная в жанре радиоспектакля (том девятый) | 1 CD с музыкой и 1 DVD с видеозаписью юбилейного концерта «ДК», посвящённому 20-летию группы |

## Альбомы и сборники, не включённые в официальную дискографию
| Год выпуска | Название                                                | Описание                                                                             |
| ----------- | ------------------------------------------------------- | ------------------------------------------------------------------------------------ |
| 1983        | «Пунк-Роск или Лучшие Звуки Диван-Кровати» / «Best Of…» | Сборник самых популярных композиций группы за 1983 год. Магнитоальбом студии Fuzz    |
| 1984        | «Студия Аванкич»                                        | Сборник самых популярных композиций группы за 1984 год. Магнитоальбом студии Аванкич |

### Изданное за рубежом
| Год выпуска | Название         | Описание |
| ----------- | ---------------- | --- |
| 1987, 1988  | «Rocking Soviet» | Две французские виниловые пластинки с одинаковым оформлением, но разным содержанием. Одна пластинка «Rocking Soviet» (1987, вышла двумя тиражами) представляет собой «гигант» из сборника наиболее популярных на тот момент песен советских рок-групп «Телевизор», «Кино», «Центр», «Калинов Мост» и «Облачный Край» с одной стороны диска и «ДК» с другой (где вторая сторона полностью посвящена группе «ДК»). Другая пластинка «Rocking Soviet» (1988) это 45-оборотный сингл, состоящий из композиций только группы «ДК» — «Кисилев» и «Честно». |

### Индивидуальные записи
| Год выпуска | Название            | Описание                                          |
| ----------- | ------------------- | ------------------------------------------------- |
| 1992        | «Клемешев на флэту» | Квартирный концерт Виктора Клемешева в 1992 году. |